# Храм Троицы Живоначальной (Хворостьево)
Храм Троицы Живоначальной — православный храм, расположенный в деревне Хворостьево Торопецкого района Тверской области. В настоящее время находится в полуразрушенном состоянии. Построен в 1821 году.

## История
Каменный Троицкий храм был построен в 1821 году «тщанием и на средства адмирала флота, кавалера ордена Александра Heвского, вице-президента Адмиралтейств-коллегии графа Григория Григорьевича Кушелева», в имении свoeгo зятя князя Алексея Лобанова-Pостовского. Храм имел четыре престола: главный — во имя Троицы Живоначальной, и придельные — во имя Святого Чудотворца Николая, во имя Казанской иконы Божией Матери и во имя Hepукотворного Образа Спаса. На расположенной над храмом колокольне висели 6 колоколов разного размера.
К храму был приписан однопрестольный деревянный храм в честь мучеников Гурия, Самона и Авива, который находился недалеко на кладбище (построен в 1764 году помещиком И. С. Челищевым). Ко Троицкому храму был приписан также однопрестольный храм Богоявления Господня, расположенный на погосте Псовец (ныне Гольяново).
В Троицком храме сохранились росписи с изображением святых апостолов.
Прихожан в 1876 году — 451 мужчина и 535 женщин, в 1879 году — 497 мужчин, 587 женщин. В 1876 году причт храма состоял из настоятеля и псаломщика. В 1879 году настоятелем был священник Николай Паршин.
Закрыт не позже 1930-х годов.

## Духовенство
В разные годы служили:
- Священник Николай Паршин (1870 — 28.02.1901, умер 30.08.1905)
- Священник Владимир Паршин (29.02.1901 — умер 20.12.1901)
- Священник Владимир Панов (26.02.1901 — н.д)
- Священник Павел Корти (02.03.1902 — 12.03.1905)
- Священник Димитрий Григориевич Орлов (25.05.1905 — 10.09.1916)
- Священник Николай Кюппар (01.01.1917 — н.д)

## Архитектура
Здание храма представляет собой прямоугольное в плане восьмистолпное однокупольное строение с колокольней над западной частью, с декором в стиле классицизма.